# Flugplatz Cayes

i7
i11
i13
Der Flugplatz Cayes, bezeichnet als Antoine-Simon Flugplatz, (französisch Aéroport Antoine-Simon, Haitianisch-Kreolisch Ayewopò Antoine-Simon, IATA-Code: CYA, ICAO-Code: MTCA) liegt bei Les Cayes im Département Sud im Süden der Halbinsel Tiburon in Haiti an der Küste des Karibischen Meers.

## Beschreibung
Der Flugplatz Cayes liegt mit seiner 1020 Meter langen Start- und Landebahn rund 9 Kilometer nördlich der Stadt Les Cayes, Hauptort des Arrondissement Les Cayes im Département Sud von Haiti. Er bedient die Region um die Stadt Les Cayes und insbesondere auch die südöstlich vorgelagerte Insel Île à Vache, bei der es sich um ein wichtiges Ziel des Tourismus handelt.
Die ursprünglich unbefestigte Rollbahn wurde im Jahr 2005 mit finanzieller Unterstützung Taiwans befestigt, nach dem in Les Cayes geborenen Präsidenten des Landes, François C. Antoine Simon (von 1843 bis 1923; im Amt von 1908 bis 1911), benannt und von Premierminister Gérard Latortue offiziell eröffnet.
Sunrise Airways verbindet Cayes täglich mit den Flughäfen Port-au-Prince und Cap-Haitien.
Der Flugplatz verfügt über zwei Feuerwehrfahrzeuge. Es besteht keine Möglichkeit, am Flugplatz Cayes Treibstoff zu tanken. Flugsicherung/Flugverkehrskontrolle ist nicht vorhanden. Die Start- und Landebahn ist nicht beleuchtet.
Im März 2025 wurde mit der Renovierung und dem Ausbau der Start- und Landebahn begonnen. Sie soll um 500 Meter verlängert und gründlich überholt werden. Der Präsident des Übergangsrats, Leslie Voltaire, nahm am 5. März an einer Zeremonie teil, mit der der Beginn des Ausbaus des Flugplatzes zu einem internationalen Flughafen begangen wurde. Nach dem Ausbau sollen Luftfahrzeuge mit bis zu 80 Personen Passagierkapazität und auch im internationalen Verkehr Cayes anfliegen können. Im Juli 2025 wurde bekannt, dass der Ausbau von Interessengruppen, die die wirtschaftliche Kontrolle beanspruchten, blockiert war. Die von IBC Airways angestrebte direkte Flugverbindung nach Miami verzögerte sich.

## Ausbauprojekt Île à Vache
Mit dem Ziel, einen internationalen Verkehrsflughafen zur Erschließung des Landesteils Haitis für Besucher und Urlauber zu schaffen, wurde mit finanzieller Unterstützung aus Petrocaribe-Mitteln Venezuelas im Jahr 2013 begonnen, die 1020 Meter lange Start- und Landebahn zu verlängern und zu verbreitern. Das Projekt scheiterte trotz des Einsatzes von Präsident Michel Martelly und Premierminister Laurent Lamothe ebenso wie die Errichtung eines internationalen Flughafens auf der vorgelagerten Insel Île à Vache. Auf Medien wie Google Earth ist sowohl die rudimentär ausgebaute Start- und Landebahn des Flugplatzes Cayes als auch die vorbereitete Anlage eines Flugplatzes auf der Île à Vache zu sehen.

## Zwischenfälle
- Am 3. Oktober 2024 stürzte ein Kleinflugzeug der Sarah Express Airways in Miserne, einem direkt am Flugplatz gelegenen Bezirk der Gemeinde Les Cayes, aus zunächst ungeklärter Ursache ab. Zwei Todesopfer waren zu beklagen.[15]